# Беззвучна венечна странична проходна съгласна
Беззвучната венечна странична проходна съгласна е вид съгласен звук, използван в някои говорими езици. В Международната фонетична азбука той се отбелязва със символа ɬ. Има далечно сходство с българския звук, обозначаван със „с“, но с насочване на въздушния поток странично, а не над езика.
Беззвучната венечна странична проходна съгласна се използва в езици като зулуски (ihlahla, [iɬaɬa]), монголски (лхагва, [ˈɬaw̜ɐk]), уелски (tegell, [ˈtɛɡɛɬ]).